# Kollam (stad)
Kollam  (Malayalam: കൊല്ലം), voorheen ook wel Coilan of Quilon, is een stad in het district Kollam in het zuiden van de Indiase staat Kerala, gelegen aan de Arabische Zee. In 2001 had de stad 361.441 inwoners.
De stad ligt op 60 km ten noorden van de deelstaatshoofdstad Trivandrum (Thiruvanathapuram) en is de hoofdplaats van het district Kollam, een van de 14 districten van Kerala.
De stad is een centrum voor de verwerking van cashew en voor de productie van kokosvezel. Ook de visserij is belangrijk. Er wordt ook gebruikgemaakt van mechanische visnet-installaties die vanaf de wal bediend worden (zie afbeelding). Deze zijn vergelijkbaar met de "Chinese visnetten" in het noordelijker gelegen Kochi.
Kollam is de zuidelijke toegang tot de Backwaters van Kerala en hierdoor ook een belangrijke toeristische bestemming.
De stad is de zetel van het rooms-katholieke bisdom Quilon.
Vroeger werd Kollam "Desinganadu" genoemd. Ten tijde van het koninkrijk van Travancore in zuidelijk Kerala, was Kollam het handelscentrum. In 1661 werd de stad ingenomen door Rijcklof van Goens. Hendrik van Rheede was commandant van het garnizoen.

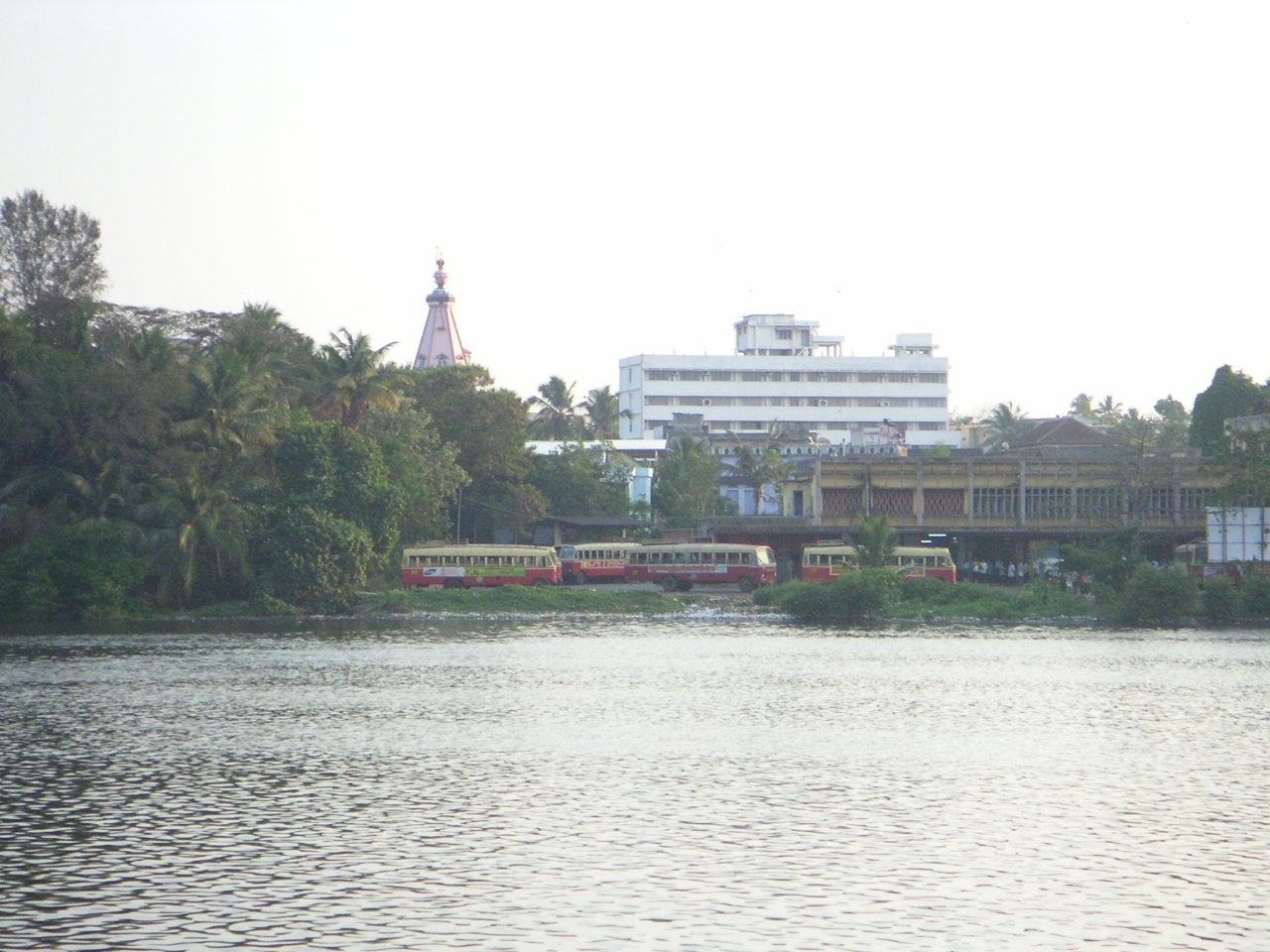
Busstation
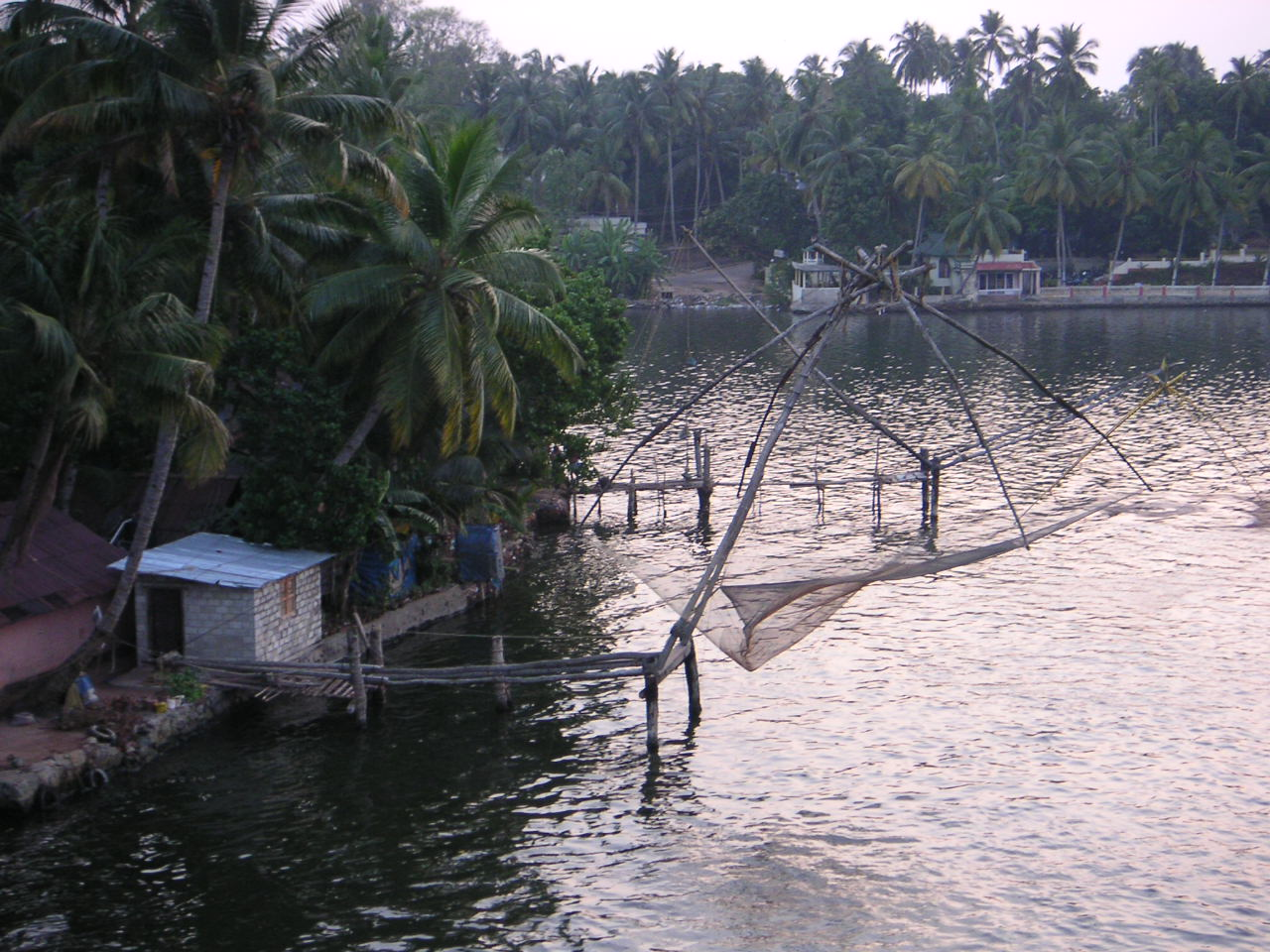
Een visnet in de backwaters